# Naturpark Nordals
Naturpark Nordals er en dansk dansk naturpark på øen Als, som den blev 16. december 2020 blev godkendt som naturpark. Naturparken dækker et område på 1.928 hektar og har inden for afgrænsningen 1008 hektar natur, der strækker sig fra Stegsvig i vest til Nordborg Sø i øst, og som mod syd går ned til området ved Bundsø.

## Landskabet
Naturparken er præget af den seneste istid, som efterlod et kuperet landskab med bakker og lange fjordarme, som nu er et genskabt sø- og fjordlandskab i et bakket, kystnært landbrugsland. Med genopretningen af Mjels Sø og Bundsø fremstår fjordlandskabet, som det gjorde i slutningen af det 15. århundrede, hvor de inderste dele af fjordarmen blev afskåret fra havet og inddæmmet til søer. Inden for naturparkens grænser kan der opleves mange forskellige naturtyper og flere områder med høj naturkvalitet.
For omkring 18.000 år siden havde den ungbaltiske gletscher sin hovedopholdslinje hen over Nordals. Isen rykkede frem og smeltede væk fra området og skabte på den måde et kuperet landskab med bakker, lavninger og søer. Da isen begyndte at smelte, gravede smeltevandet under isen dybe render ned i landskabet, så der blev dannet langstrakte dalstrøg på tværs af Nordals. I naturparken kan man opleve to store øst-vestgående tunneldale. Den ene udgøres af Nordborg Sø og dalen omkring Nordborg Bæk, mens den anden udgøres af fjordarmen mod Stegsvig, Farresdam, Dyvig, Oldenor, Mjelsvig, Mjels Sø og Bundsø. På tværs forbindes de af en mindre smeltevandsdal i nord-syd-gående retning langs Gammeldam under Nordborgvej, forbi Luffes Plads og videre mod Nordborg Slot. Efter afsmeltningen af isen er de lavtliggende dale blevet overtaget af havet, og længere inde i landet forbindes fjordarmens vådområder og søen af ferske vandløb.

## Naturbeskyttelse
Langs randen af søerne og kysten og i flere små pletter på land finder man § 3 beskyttet natur. Sønderborg Kommune har gennemført en naturregistrering, hvor disse arealer og de tilknyttede naturarealer med en høj naturværdi er medtaget ved kortregistrering og besigtigelse på stedet.